# Ondina coarctata
Ondina coarctata is een slakkensoort uit de familie van de Pyramidellidae. De wetenschappelijke naam van de soort werd in 1878 voor het eerst geldig gepubliceerd door Georg Ossian Sars.